# LGBT práva v Bělorusku

Duhová mapa Běloruska

Lesby, gayové, bisexuálové a translidé (LGBT) žijící v Bělorusku čelí právním problémům a násilí neznámým pro heterosexuální většinu. Mužská i ženská stejnopohlavní sexuální aktivita je v Bělorusku legální, ale homosexuální páry nemají stejnou právní ochranu jako heterosexuální páry.

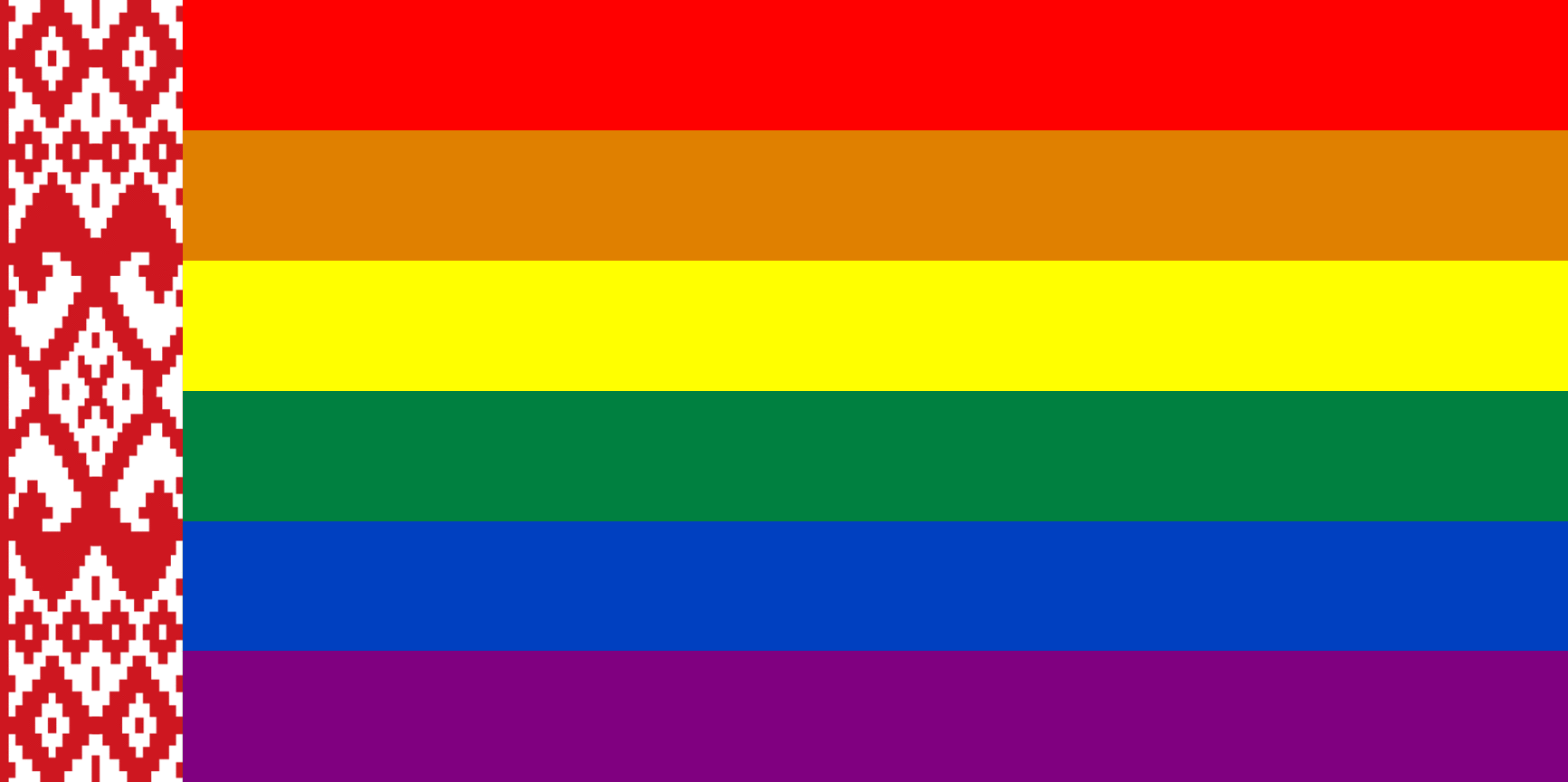
Neoficiální vlajka s duhovým motivem

Stejnopohlavní sexuální styk byl dekriminalizován v roce 1994. Nicméně lesby, gayové, bisexuálové a translidé (LGBT) jsou stále silně omezováni a homosexualita je v běloruské společnosti velkým tabu. Mnoho Bělorusů se domnívá, že homosexualita je psychickou poruchou, a mnoho LGBT osob svojí orientaci před okolím skrývá. Ti, co jsou otevření, čelí šikaně, psychickému i fyzickému násilí.

## Zákony týkající se LGBT

### Legální stejnopohlavní styk
Homosexuální pohlavní styk byl v Bělorusku dekriminalizován v roce 1994. Věk způsobilosti k pohlavnímu styku je pro obě orientace, homosexuální i heterosexuální, stanoven na 16 let.

### Uznání stejnopohlavních svazků
Ústava Běloruské republiky stejnopohlavní manželství zakazuje. Článek 32 vymezuje manželství jako trvalé soužití muže a ženy.
V souladu s Ústavou (Článek 32) a Manželským a Rodinným zákoníkem (Články 1 až 12) je manželství jedinečnou občanskou smlouvou uzavřenou před orgánem veřejné moci a přístupnou pro dvě osoby různého pohlaví. Tento konečný verdikt činí manželství nepřístupným pro homosexuální páry.
Běloruské právo neumožňuje ani žádná úpravu společného soužití, ačkoli jsou zde běžné případy mimomanželského soužití tvořeného i heterosxuálními páry. Společné soužití nemá žádnou právní úpravu, co se týče změny partnerova nebo partnerčina příjmení. Dále nevede k žádným právům jako mají manželské páry. Mezi povinnosti plynoucí z něj jen některé jsou právně vymahatelné občanským právem. Pokud provozují společné podnikání, jejich vztahy jsou upraveny obchodním právem. Pokud se rozejdou nemají partneři stejný přístup k právům a povinnostem jako manželské rozvádějící se páry. Partneři, jak současní, tak i bývalí, nemají vůči sobě žádnou vyživovací povinnost.
Soužití nemá ani žádnou právní úpravu v oblasti dědictví. Partneři nejsou zahrnuti v žádném okruhu dědiců, tudíž spolužijící osoby mohou dědict pouze ze závěti. Dědici se závěti platí vyšší dědickou daň než manželé a nemají ani žádná práva na zákonný podíl z pozůstalosti.
Spolužijící partneři rovněž nemají žádná práva a povinnosti ohledně výchovy dětí. Nicméně mají možnosti osvojit si biologické dítě svého partnera. Osvojitel nesmí být nesvéprávný, nesmí být zbaven svých rodičovských práv soudem, a musí být minimálně o 16 let starší než osvojenec. Spolužijící osoby si však nemohou adoptovat sirotka, jelikož zákon adopci umožňuje pouze manželským párům.

### Právní ochrana
Zákoník práce (Článek 14) zakazuje diskriminaci v rámci pracovně-právních vztahů. Nicméně sexuální orientace není uvedena na seznamu sociálních charakteristik, na něž se anti-diskriminační zákon vztahuje.
Perzekuce na základě sexuální orientace není v zákoně uvedena jako důvod k získání statutu upchlika. Stejnopohlavní partnerství není použito pro účely imigračního práva. Po pádu komunistického režimu mnoho Bělorusů se snažilo získat politický azyl v zahraničí z důvodu obav perzekuce kvůli sexuální orientaci. Častým důvodem byla přímá i nepřímá policejní šikana. Amnesty International Lesbian, Gay, Bisexual and Transgender Network - Belaurs (AILGBT - Belarus) tyto informace obdržela od uprchlíků v Česku, Nizozemsku, Francii a Švédsku. Jeden z nich, 19letý obyvatel Minsku, který získal v západní zemi azyl v květnu 2007, potvrdil, že se jej rodiče snažili léčit z homosexuality pomocí elektrokonvulzivní terapie.

### Právo svobodného projevu
Internetový poskytovatel Beltelecom (největší v Bělorusku) se pokoušel blokovat přístup na stránky věnované LGBT tematice alespoň v internetových kavárnách. V poslední době je přístup na tyto stránky bezproblémový, přesto jsou však blokovány ruské gay stránky, vč. gay.ru.
První gay pride se záštitou Společenství nezávislých států se konal roku 2001 v Minsku. Jednalo se pokojnou manifestaci se cca 300 účastníky.
Soukromá firma v Bělorusku cenzorovala gay inzeráty tvořené na jejich LGBT webových stránce, dnes známé jako Gay.by. V přímém důsledku stížností majitel webových stránek usoudil, že měli právo si tam tvořit svoje inzeráty. Poté bylo uvedeno, že se tak konalo na základě doporučení, ale nikdy se neuvdelo kterých.
Jenom specializovaný magazín pro LGBT komunitu (Forum Lambda Magazín) byl publikován prostřednictvím Lambda Belarus a šířen v Rusku a Bělorusku v letech 1998 a 2002. Publikace byla několikrát zakázaná Státní nakladatelskou komisí.
Hlavním zdrojem informací ohledně života LGBT komunity v Bělorusku je internetový portál Gay.by. Je to jedna z nejnavštěvovanějších webových stránek s měsíčním počtem návštěvníků větším než 350 tisíc. Tvůrci webových stránek čelí mnoha problémům, když se snaží šířit informace o homosexualitě. V prosinci 2002 Státní Univerzita v Minsku zakázala přístup na všechny LGBT webové stránky. V březnu 2003 vedení Internetové kavárny "Soyuz Online" největší a nejpopulárnější mezi gayi blokovalo Gay.by. V lednu 2004 místní internetová firma N1.BY odmítla služby Gay.by. Ještě předtím roku 2003 systémový administrátor "Krasnaya Banernaya" (RED.BY) zakázal portál Gay.by z důvodu účasti na výměně odkazů.
10. května 2003 vniknul na běloruský gay a lesbický portál Gay.by neznámý hacker. Smazal všechna témata na portálu a umístil tam pododkaz nabádající k hromadnému vraždění homosexuálů. Kromě toho zatímco probíhalo stahování z domovské stránky Gay.by objevovaly se na stránce oznámení typu "PEDERASTI MUSEJÍ ZEMŘÍT" nebo "STOP PEDERSTATŮM V BĚLORUSKU". Hackerův útok byl následován telefonáty směřovanými na členy portálu s hrozbou vydírání.
Poté byla založená nová stránka sdružující běloruskou LGBT komunitu. První běloruský gay blog Sunshine.by drží krok se všemi vymoženostmi země poskytující neomezený pohled do světa lesbické, gay, bisexuální a transsexuální komunity zde.

## Běloruské hnutí za LGBT práv

### LGBT organizace
V Bělorusku nefunguje žádná oficiální organizace, která by reprezentovala zájmy gay a lesbických občanů. Ženská organizace Jyana, která je oficiálně registrována, a která se zabývá genderovými otázkami, chrání práva mladých žen, a v současné době se chystá ukončit svojí činnost. Mužská organizace Mladí republikáni (Vstrecha) není LGBT organizací, ale většinu své pozornosti směřuje na prevenci HIV/AIDS mezi nejohroženějšími skupinami, do nichž spadají právě muži mající sex s muži. Jiné organizace a iniciativy pracují mimo právní rámec.
- Belarus Lambda League[5][6]
- Belarusian initiative by sexual and gender equality
- LGBT Human Rights Project Gaybelarus.by, organizátor Slavic Pride konaného v květnu 2010 v Minsku
- Vstrecha ["Sektání"], lokalita v Minsku, . Nejstarší gay skupina v Bělorusku, založená na začátku 90. let. Jejími aktivitami jsou prevence HIV/AIDS a podpora HIV+
- Gay Alliance Belarus byla založená v r. 2008 a reprezentuje zájmy LGBT komunity. Jako taková organizace národní soutěž Mister Gay Belarus a edituje národní LGBT web www.gayby.net a LGBT.BY.

### Gay pride kontroverze
Porušování lidského práva svobodného projevu a shromažďování v Bělorusku bylo opakovaně odsuzováno mezinárodními komunitami.
Po několika neúspěšných snahách se v r. 1999 uspořádal festival gay pride Běloruskou ligou pro sexuální rovnost "Lambda" BLL a "Fórem Lambda", magazínem gay a lesbických Bělorusů. Program festivalu zahrnoval seminář pro novináře o lesbách a gayích v médiích, konferenci o právech gayů a leseb v Bělorusku ve světě, výstavu fotografií a filmů o homosexuálech, soutěž "Mr. Gay Belarus" a soutěž "Transmission". Podpořily jej Rozvojový program OSN, studio Tatyana, United Way Belarus, International Research & Exchanges Board, Titanic Club a hosté z Ukrajiny. Během jedné z párty v klubu došlo k policejní razii a osobní prohlídce soutěžících "Transmission".
V r. 2008 se organizátoři festivalu setkaly s rozsáhlými problémy při jeho přípravě. Podle Edwarda Tarletskiho, předsedy organizačního výboru, dostala rozhlasová stanice Radio BA, která se měla spolupodílet na organizaci a pronajmout mu během konání festivalu taneční sál, nařízení od prezidentovy administrativy, aby od toho upustila. Jiné rádiové stanice odmítly toto podpořit na stejném základě, čímž došlo ke zrušení jak samotné události, tak i veškerých doprovodných akcí. Před plánovaným dnem festivalu 9. září protestovaly proti němu skupiny spjaté s Pravoslavnou církví. Plánovaný pochod gay pride napříč městem byl zakázán zastupitelstvem 24 hodin před jeho konáním a autority ještě ten den zakázaly i další doprovodné akce. Tisk na tuto akci zareagoval ihned.
V r. 2001 zakázala běloruská vláda konání festivalu Belarus Gay Pride znovu. 3. srpna 2001 vnikly neidentifikovatelní vandalové do bytu předsedy Lambda Belarus Andreje Babkina, kde zničili veškeré plakáty, knihy a jiné propagační materiály "Gay Pride 2001".
V r. 2002 zrušil Edward Tarletski Gay Pride 2002 den před jeho konáním, když mu na policejní stanici bylo řečeno, že pokud se bude konat, tak policie nepřevezme žádnou zodpovědnost za možné roztržky.
V r. 2004 byl nucen zrušit konání mezinárodního gay a lesbického festivalu. Organizační výbor finální (běloruské) části Fourth International Moonbow Human Rights and Homo Cultural Festival a první fázi ročního ILGN (International Lesbian and Gay Cultural Network) Světové konference gay a lesbického světa 28.-29. srpna 2004 byly nuceny zrušit konání celé akce v Minsku. Důvodem tohoto kroku byla úřední šikana majitele klubu, která vyvrcholila v to, že odmítl podílet se na organizaci události. Kromě toho dostali zahraniční hosté několik výhružných telefonátů ze strany úřadů, že pokud se zúčastní workshopů a diskuzí, budou neprodleně vyhoštěny ze země na základě ustanovení o vměšování se do vnitřních záležitostí Běloruské republiky.
27. října 2008 se stejná skupina dožadovala povolení na konání demonstrace za gay práva v blízkosti ruské ambasády v Minsku. Obě akce nezískaly záštitu. Vzhledem k tomu, že Bělorusko není členem Rady Evropy, nemohou se zdejší gay aktivisté obrátit na Evropský soud pro lidská práva. Jedná se o stejnou skupinu, která se rozhodla organizovat spolu s ruskými LGBT aktivisty každoroční Slavic Pride konaný střídavě v Minsku a v Moskvě.
V lednu 2009 byla naplánovaná akce s názvem "Právo milovat", jejímž cílem bylo zvýšit veřejné povědomí o homofobii a diskriminaci LGBT v Bělorusku. Žádost o povolení byla zamítnuta. LGBT aktivista Roman Mandryk se proti rozhodnutí úřadů města Homel odvolal k Obvodnímu soudu. Jako důvod své žaloby uvádí Mandryk, že rozhodnutí radnice města Homel bylo porušeno jeho právo shromažďovat se garantované článkem 35 běloruské ústavy. Dále dodal, že místní vyhláška č. 299, je neústavní, neboť připouští zákazy organizace veřejného shromáždění bez uvedení objektivního důvodu. Organizátoři hodlají i nadále pokračovat ve své práci s nadějí, že by něco takového mohli organizovat od r. 2010.

### Měsíc proti homofobii
"Měsíc proti homofobii" byla kampaň běloruských LGBT aktivistů probíhající od 17. dubna - 17. května 2009 v Minsku, Grodnu a Luniněci. Skládala se z informačních kampaní a nátlakových akcí. Měsíc organizovali Gayby.org, Gay,by, členové Ligy sexuální rovnosti "Lambda" a Amnesty International (Belarus). Více než padesát médií o měsíci informovalo. Běloruský tisk tak začal mluvit o gayích a lesbách.
Hlavním cílem měsíce proti homofobii bylo skoncovat s veškerými fyzickými, morálními a symbolickými útoky na lidi s odlišnou sexuální orientací nebo genderovou identitou, větší solidarita s LGBT na celém světě, kterým není umožněný boj za jejich práva a obecně širší kampaň za lidská práva.

## Sociální postoje

### Anti-LGBT násilí
Běloruské zákony nemají žádná ustanovení o homofobně motivovaných trestných činech. Trestní zákoník se o homosexuálech zmiňuje pouze v případě, kdy jsou "subjektem" trestného činu (pachatelem), ale na situaci, kdy se stanou "objektem" trestného činu (obětí), už nepamatuje. Soudní a policejní orgány neprojevují ochotu podrobně se zabývat homofobními motivy pachatelů. Soudci nejsou zavázáni při ukládání trestu brát v potaz přitěžující okolnosti, je-li motivem spáchání trestného činu skutečná nebo domnělá sexuální orientace oběti. LGBT komunita tak představuje z hlediska diskriminace a násilí velmi ohroženou skupinu.
18. dubna 2001 bylo v Minsku na poli před apartmentem, v němž žil, nalezeno mrtvé tělo důchodce Alexandra Štěpanoviče, který byl znám svojí homosexualitou. Jeho tělo vykazovalo známky četných bodných ran. 16. května téhož roku byl Andrej Babkin, aktivista z Lambdy Belarus, brutálně zmlácen a znásilněn před vchodem svého bytu. Kvůli těžkým poraněním musel být převezen do nemocnice.
2. července minská policie zatkla a krutě zbila Andreje Šerbakova, jednoho ze zakladatelů Lambda Belarus. Následující den byl Ivan Sušinksi, majitel gay klubu "Oskar", zavražděn. V únoru 2000 byla jeho klubu pozastavená činnost. Ivan se proti tomuto odvolal pro neférové jednání policie. 13. listopadu 2001 byl v Molodechnu napaden předseda Lambda Belarus Edward Tarletsi. Útok mu způsobil otřes mozku, který vyvolal potřebu sedmidenní hospitalizace.
15. února 2002 byl ve Žlobinu (Homelská oblast) nalezen 34letý účetní Viktor Kovyl mrtvý v bytě svých rodičů. Jednalo se o otevřeného homosexuála jak na pracovišti, tak i na veřejnosti. Policie odmítla dát jeho partnerovi bližší informace o vraždě. Jeden z policistů mu dokonce řekl: "Dobře vám tak, buzeranti!"
12. dubna 2002 došlo před gay klubem "Babylon" k fyzickému útoku na skupinu homosexuálních mužů. Podle obětí se jednalo o skupinu skinheadů (10-12 mužů) útočící na tři prominentní osoby před následným příjezdem policie. Mezi oběťmi byl Edward Tarletski, šéfredaktor gay magazínu Forum Lambda a předseda Lambda Belarus. 10. června v komunálce ve městě Buda-Kašaljova (Homelský region) tři neznámí muži zmlátili a znásilnili místního nájemníka Dmitrija L. 18 let. Oběť byla převezená do nemonice, kde strávila dva týdny.
2. října 2002 ve večerních hodinách přepadla skupina čtyř neznámých mužů Edwarda Tarletského na cestě domů. Nejprve se jej zeptali, jak se jmenuje, a když jim odpověděl, že Tarletksi, začali jej mlátil. Po útoku byl převezen do nemocnice se zlomeným ramenem a třemi vyraženými zuby.
V r. 2002 zahájila minská policie vyšetřování ve spojitosti s vraždou Mikhaila M., 50 let, jehož zmučené tělo bylo nalezené v jeho bytě 17. listopadu. Podle policie se v běloruském hlavním městě jednalo o pátou oběť tohoto typu. Kriminalisté však zcela vyloučili možnost, že by se jednalo o sériového vraha.
18. února 2003 byl Tarletksi zmlácen neznámými osobami v blízkosti svého obydlí znovu. Do nemocnice jej převezli s poraněnou hlavou a četnými modřinami na těle. 29. března téhož roku zmlátil vyhazovač nočního klubu "Budda-Bear" v Minsku Juliju Juknovečovou, dobrovolnici Minsk Pride, když se uprostřed haly políbila s jinou dívkou. Po následném převozu do nemocnice a rentgenovém vyšetření jí byla diagnostikována fraktura lebky.
28. května 2008 došlo v Minsku k dalšímu útoku na Edwarda Tarlektskiho. Pachateli byli tři mladiství. Tarletksi řekl, že se ani nepokusí o tomto útoku informovat policii, protože by s tím stejně nic nedělala. Navíc dodal, že se jedná již o třetí útok na jeho osobu v posledních pěti letech.
V polovině září 2008 byly v Minsku znásilněny dvě transženy. Trestný čin nenahlásily, neboť nevěřily, že by jim policie byla schopná pomoci.
Ve věznicích a nápravných zařízeních je homosexualita subjektem spekulací a vydírání. Homosexuální vězni jsou nejvíce ohroženou a hlavně nechráněnou skupinou. Dozorci často zneužívají odlišné sexuální preference vězňů k získávání potřebných dat a jejich spoluvězně tiše podporují v homofobní šikaně.
Policisté shromažďují o homosexuálech, kteří se stali oběťmi násilí, veškeré informace osobního charakteru. Těch však nevyužívají ke stíhání pachatelů trestných činů proti těmto obětem. Mezi těmito informacemi jsou také data z cestovních pasů, včetně fotografií, homosexuálních osob, kteří navštěvují místa, kde se shromažďují homosexuálové. Národní NGO "Vstrecha" ("Setkání") (Skupina HIV prevence pro homosexuální muže) o těchto praktikách informovala v Brestu a Homelu. Policisté odmítají vyšetřovat případy násilných trestných činů proti sexuálním menšinám a ani se aktivně nesnaží zahájit řízení proti pachatelům, jejichž motivem jsou homofobní předsudky. Lambda Belarus zaznamenala mnoho případů brutality vůči lesbám a gayům, včetně neochoty policie se tímto zabývat, v celé zemi. Policie mnohdy uskutečňuje neoprávněné razie do barů navštěvovaných homosexuály. AILGBT-Belarus, "Vstrecha". Lambda Belarus a lesbická skupina "YANA" informovaly o této situaci v Homelu a Minsku.

### Duševní zdraví
Gayové, lesby, bisexuálové a translidé tvoří největší procento sebevrahů. Jedním z důvodů tohoto jevu je nedostatek kvalifikovaných psychologů. V hlavním městě Minsku působí tři univerzity - Běloruská státní univerzita, Běloruská pedagogická univerzita a Univerzita evropských humanitních studií, které pravidelně vypisují několik psychologických kursů se zaměřením na sebevražedné tendence, ale nikoli na sexuální menšiny.

### Diskriminace

#### Ve vzdělávání
V květnu 2003 zakázal rektorát Univerzity evropských studií v Minsku promítání dokumentárního filmu "Outlawed" o celosvětové diskriminaci gayů a leseb. Podle zaměstnanců univerzity stál v pozadí zákazu tlak Ruské pravoslavné církve.

#### V armádě
Podle Ministerstva zahraničí Běloruské republiky a Centra pro studii sexuálních menšin v armádě Kalifornské univerzity v Santa Barbaře je homosexuálům zakázaná služba v armádě. AILGBT-Belarus zdokumentoval nejméně pět případů homosexuálních mužů z Homelu, kteří nesměli do armády kvůli sexuální orientaci. Žádný případ homofobní šikany v armádě nebyl zaznamenán. Zřejmým důvodem tohoto je fakt, že homosexuální vojáci svojí sexualitu skrývají.

### Názory politiků na LGBT práva
Otevřená podpora gayů a leseb není v rámci běloruské politické scény považovaná za populární. V červenci 2001 hlasoval Organizační výbor Prvního mládežnického kongresu proti účasti delegace Lambda Belarus.
V březnu 2002 publikovala běloruská média vyjádření Mladé fronty (mládežnické křídlo Běloruské lidové fronty) obsahující homofobní postoje. Zvláštní pozornost byla věnována článku napsaném předsedou Mladé fronty Pavelem Severinečem, ve kterém homosexualitu nazval smrtelným hříchem a perverzí. Podle Severineče je faktická existence homosexuálů výsledkem zkaženosti a hříšnosti celého světa.
Dalším incidentem byl pokus bělorských sexuálních menšin vytvořit formální prohlášení solidarity s oběťmi Černobylské havárie. Toto vyvolalo reakci ze strany mladého předsedy Dmirtije Daškeviče v rozhlase "Svobodná noc", kde prohlásil, že pro homosexuály není v Bělorusku místo, a že homosexuálové jsou nemocní lidé, a tudíž by ani jejich opozice se neměla snížit k tomu vést s nimi jakýkoli dialog.
V září 2004 řekl běloruský prezident Alexandr Lukašenko při prohlášení před Belarusian Security Council toto: "Naše společnost 'jim' [Evropská unie a Spojené státy] bude muset brzy ukázat, jak to u nás chodí, když se takhle chovají, když dělají z našich dívek prostitutky, když krmí naše občany nelegálními narkotiky, když k nám šíří sexuální perverze, a když se obecně dopouštějí takových metod.

### Veřejné mínění
Většina Bělorusů stále považuje homosexuální způsob života za projev duševní poruchy. Homofobní postoje, podezřívavost a předsudky pořád přetrvávají. Podle průzkumu Belarusian Lambda League for Sexual Equality (Lambda Belarus) uskutečném v dubnu 2002 bylo 47 % Bělorusů toho názoru, že by homosexuálové měli být uvězňováni. Mladí lidé projevili obecně větší míru respektování homosexuality a vzrůstající zájem o gay a lesbickou kulturu. Nicméně v pozadí tohoto zájmu stojí zejména mladistvá populární kultura a snaha o to být moderní. Čili je zde určité riziko, že při vstupu do dospělého života na své dřívější postoje zapomenou. V r. 2007 zorganizovaly Information Center TEMA a MyGomel.com anketu reakcí homelské omladiny na sexuální menšiny. 47,6 % zkoumaných mělo k sexuálním a genderovým minoritám negativní cítění, 10 % by bylo pro kriminalizaci homosexuálních vztahů.
Nejaktuálnější výzkum Pew Research Center publikovaný v květnu 2017 ukazuje, že 16 % Bělorusů podporuje stejnopohlavní manželství a 81 % je proti němu, což velký rozdíl oproti Ukrajině (9%), Rusku (5%) a Moldavsku (5%). Mladší generace byla k legalizaci stejnopohlavních sňatků obecně vstřícnější než starší (22 % vs. 14 %).

## Souhrnný přehled
| Legální stejnopohlavní styk                                                              | Legální od r. 1994                                    |
| Stejný věk způsobilosti k pohlavnímu styku pro obě orientace                             | Yes                                                   |
| Anti-diskriminační zákony v zaměstnání                                                   | No                                                    |
| Anti-diskriminační zákony v přístupu ke zboží a službám                                  | No                                                    |
| Anti-diskriminační zákony v ostatních oblastech (zločiny z nenávisti, projevy homofobie) | No                                                    |
| Stejnopohlavní manželství                                                                | No                                                    |
| Jiná forma stejnopohlavního soužití                                                      | No                                                    |
| Adopce dítěte stejnopohlavního protějšku                                                 | No                                                    |
| Společná adopce stejnopohlavními páry                                                    | (pouze manželské páry si mohou společně osvojit dítě) |
| Gayové a lesby mohou otevřeně sloužit v armádě                                           | /                                                     |
| Možnost změny pohlaví                                                                    | Yes                                                   |
| Přístup k umělému oplodnění pro lesbické ženy                                            | No                                                    |
| Náhradní mateřsství pro gay páry                                                         | No                                                    |

## LGBT historie v Bělorusku
Jako součást Sovětského svazu používalo Bělorusko stejné zákony jako ostatní postsovětské republiky. Homosexualita byla jako taková považována za ilegální. Pohlavní styk mezi ženami nikdy nebyl oficiálně v Bělorusku ilegální, byť i lesby přistižené při homosexuálním styku byly často posílány do psychiatrických léčeben. Nicméně muži přistiženi při stejnopohlavní sexuální aktivitě byli zároveň i trestně stíháni. Slova jako homosexualita nebo gay nebyla nikdy v zmíněna v žádném sovětském Trestním zákoníku a sovětský Soudní systém používal výraz sodomie.
Článek 119 odstavec 1 starého běloruského Trestního zákoníku stanovil, že homosexuální muži provozující dobrovolně stejnopohlavní styk mohou být odsouzeni až na 5 let odnětí svobody. Až 500 Bělorusů bylo v r. 1989 propuštěno ze zaměstnání kvůli jiné sexuální orientaci. Kromě toho KGB založila speciální oddělní pro boj s homosexualitou. Tajná služba verbovala do svých řad osoby z gay komunity prostřednictvím vydírání. Toto předcházelo nemožnost vzniku jakýchkoli gay organizací nebo tiskových médií specializovaných na sexuální menšiny. Přesto se gayové a lesby shromažďovali na ulicích, v hotelech, na nádražích, toaletách nebo ve svých bytech.
V r. 1992 byly založeny za podpory nevládní organizace Stop-AIDS-Belarus (SAB) noviny s názvem Sex-AntiAIDS-Plus. Proti druhému výtisku novin byla vznesena žaloba ze strany prokurátora a začalo trestní řízení. Noviny obsahovaly inzeráty pro gaye a lesby, jejich zveřejňování bylo považováno za podbízení k trestné činnosti.
V r. 1994 se trestního řízení proti novinám pozastavilo. Nicméně jeho zakladatel a šéfredaktor Ruslan Geniush ze strachu před perzekucí omezoval jeho vydávání. V r. 1992 byl registrován časopis Randez-vous a začal publikovat. Obsahoval primárně osobní inzeráty a články psané od psychologů,sexuologů a dopisy a oznámení od LGBT čtenářů ve speciálním odstavci "Blue Salon". V r. 1994 časopis rovněž přeřušil svoji činnost.
1. března 1994 Parlament Běloruské republiky novelizoval Článek 119 odstavec 1 Trestního zákoníku Běloruska a homosexuální chování se stalo legálním.